# 호소노 하루오미
호소노 하루오미(일본어: 細野 晴臣, 1947년 7월 9일 ~ )는 일본의 음악가, 가수, 작곡가, 프로듀서이다. 그는 일본 대중 음악 역사상 가장 영향력 있는 음악가 중 한 명으로 여겨지며, 수십 년 동안 일본 국외의 대중 음악뿐만 아니라 일본 대중 음악의 사운드를 형성한 것으로 인정받고 있다. 그는 또한 시티 팝, 시부야계와 같은 장르에 영감을 주었고 옐로 매직 오케스트라의 리더로서 수많은 전자 장르의 발전과 개척에 기여했다. 일본 이외의 국가에서는 해리 호소노(영어: Harry Hosono, 일본어: ハリー細野)라고도 알려져 있다.
타이타닉의 생존자인 호소노 마사부미의 손자인 하루오미는 사이키델릭 록 밴드 에이프릴 풀에서 경력을 시작했으며, 이후 핫피 엔도와 옐로 매직 오케스트라의 창립 멤버로 국내외에서 인정을 받았다. 호소노는 또한 영화 사운드트랙과 다양한 전자 앰비언트 음반을 포함한 다양한 스타일을 커버하는 많은 솔로 음반을 발매했다. 호소노는 자신의 음악을 녹음할 뿐만 아니라, 미하루 고시, 시이나 앤 더 로케츠, 산디 & 더 선셋츠, 모리타카 치사토, 마츠다 세이코와 같은 다른 아티스트들을 위해 상당한 제작 작업을 했다. 2003년 HMV 재팬이 선정한 100대 일본 팝 가수 순위에서 44위에 올랐다.

## 생애
호소노 마사부미는 RMS 타이타닉 침몰 사고의 유일한 일본인 승객이자 생존자인 호소노 마사부미의 손자이다. 1969년 호소노는 드러머 마츠모토 타카시와 함께 사이키델릭 록 밴드 에이프릴 풀의 베이시스트로 일본에서 처음 주목받았다. 호소노와 마츠모토는 오타키 에이이치, 스즈키 시게루와 함께 영향력 있는 포크 록 밴드 핫피 엔도를 결성했다. 그가 핫피 엔도를 위해 작곡한 곡들 중 하나인 〈바람을 모아서〉(1971년)는 나중에 미국 영화 《사랑도 통역이 되나요?》와 2003년 사운드트랙에 참여했다. 1974년 핫피 엔도가 해체된 후, 호소노는 스즈키와 함께 틴 팬 앨리라는 이름으로 "엑조티카" 스타일의 음악을 만드는 느슨한 예술가 협회와 함께 일했다.

## 음반 목록

### 핫피 엔도
- 《핫피 엔도》 (1970년)
- 《카제마치 로망》 (1971년)
- 《HAPPY END》 (1973년)

### 솔로
- 《HOSONO HOUSE》 (1973년)
- 《트로피컬 댄디》 (1975년)
- 《태안양행》 (1976년)
- 《하라이소》 (1978년)
- 《COCHIN MOON》 (1978년)